# Flamurtaristadion
Het Flamurtaristadion is een multifunctioneel stadion in Vlorë, een stad in Albanië. 
Het stadion wordt vooral gebruikt voor voetbalwedstrijden, de voetbalclub KS Flamurtari Vlorë maakt gebruik van dit stadion. Er is plaats voor 8.500 toeschouwers in het stadion en het werd geopend in 1961. Het stadion werd tussen 2004 en 2013 gerenoveerd. Er werd voor gezorgd dat er alleen maar zitplekken kwamen en verder werd er een parkeerplaats gebouwd en kwam er nieuwe verlichting.
In het UEFA Cup seizoen 1987/88 werden enkele Europese wedstrijden in dit stadion gespeeld, waaronder een wedstrijd tegen FC Barcelona. Ook het nationale elftal van Albanië speelde weleens in dit stadion.

## Interlands
Het Albanees voetbalelftal speelde één interland in het stadion.
| 1 | 28 oktober 1987 | Albanië – Roemenië | 0 – 1 | Kwalificatie EK 1988 | 8.480 |